# Unravel Two
Unravel Two（アンラベル ツー）は、スウェーデンのゲーム会社Coldwood Interactiveによって開発されたインディーゲーム。『Unravel』の続編である。販売パッケージングはエレクトロニック・アーツが行い、PS4やWindows用Origin、Xbox Oneでダウンロード販売された。2019年3月22日にはNintendo Switchでもダウンロード販売を開始した。

## 概要
Unravel Twoは、シングルプレイをはじめとし、2人でのローカルマルチプレイにも対応した。主人公は2人登場し、毛糸でぐるぐる巻きにされた赤色と青色のヤーニーである。それぞれのヤーニーをプレイヤー2人で操作し、ゲーム内の壮大な冒険を共に協力して進めていく事ができる。